# Josep Ricart i Maymir
Josep Ricart i Maymir   (Taradell, 6 de juny de 1925 - Barcelona, 29 de març de 2020) va ser un escultor català.

## Biografia
Va estudiar a Vic i posteriorment a l'Escola de la Llotja de Barcelona. Al llarg de la seva trajectòria ha obtingut diversos premis por la seva obra, com l'Accèssit en el Concurs Sant Jordi de la Diputació de Barcelona (1957), el Premi Nacional d'Art Religiós (1962), i el Premi Nacional en el Concurs Home de Mar a Torrevella (Alacant). Artista compromès amb les reivindicacions socials, es defineix com un «artista social del poble». El seu estil s'emmarca en un cert expressionisme simbolista inspirat en l'escultura centreeuropea de principis del sigle XX, amb influència d'artistes com Ernst Barlach.

## Obres
Entre les seves obres, la majoria a Barcelona, destaquen:
- El grup d'escultures de la Cooperativa d'Habitatges Montseny (1967), al carrer Pont del Treball Digne, que inclou: Matrimoni, Cooperació i Quatre falques.
- Cooperativa de Tramvies (1968), C/ Bermejo amb Rambla Prim.
- Monument al Doctor Trueta (1978), Rambla del Poblenou.
- Monument Tona Ciutat Pubilla de la sardana 1978
- A mossèn Pere Relats (1979), Rambla del Poblenou amb Doctor Trueta.
- Monument a l'Estatut de Catalunya de 1979, Parlament de Catalunya.
- A Josep Maria Folch i Torres (1985), a la plaça homònima.
- Monument a la Ciutat Gegantera de Catalunya a Tona 1986
- Sant Fèlix Màrtir (1959), imatge religiosa del patró de Vilafranca del Penedès, que surt en processó per la Festa Major de Vilafranca del Penedès.[5]

## Galeria

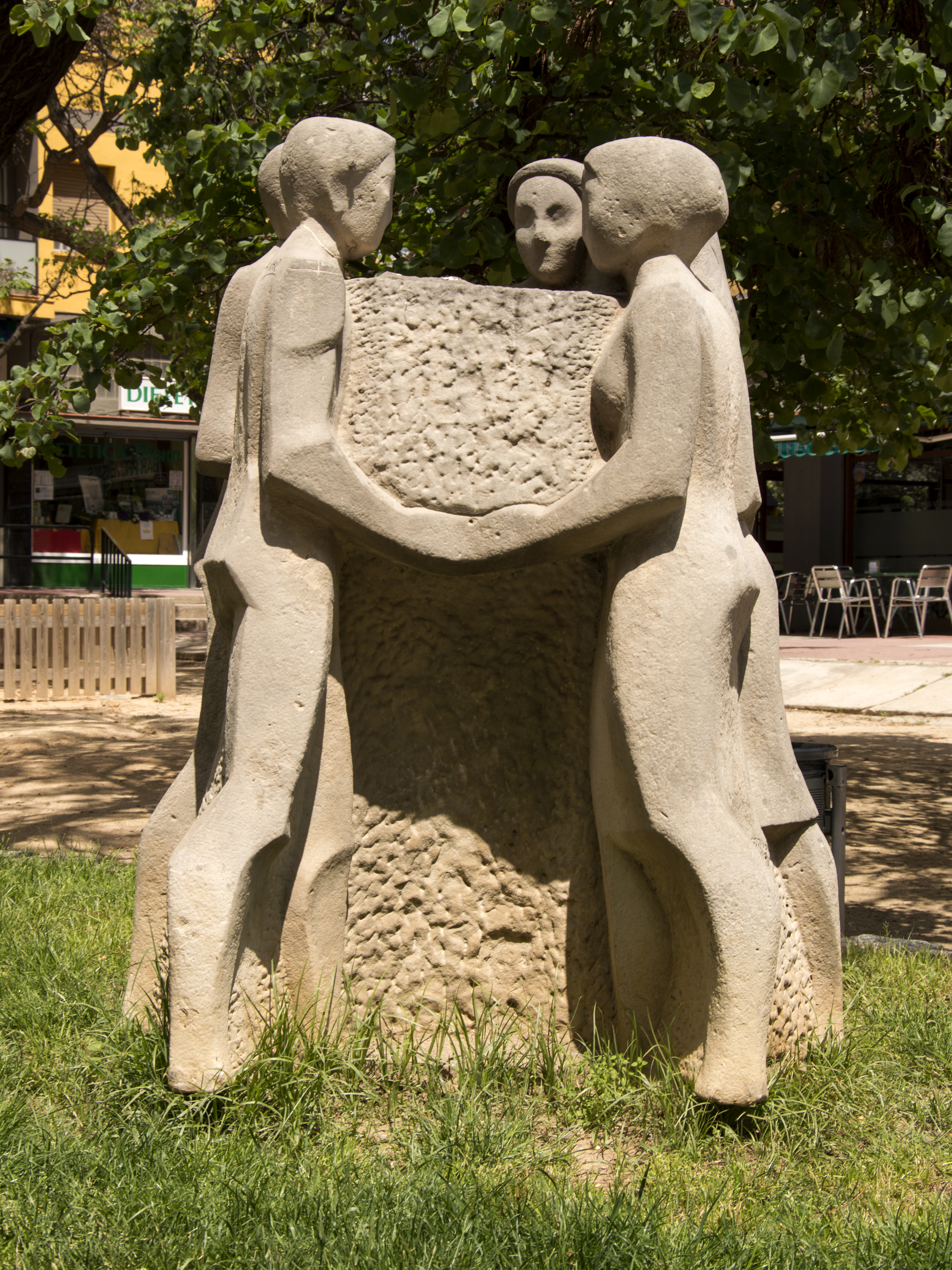
Cooperació.
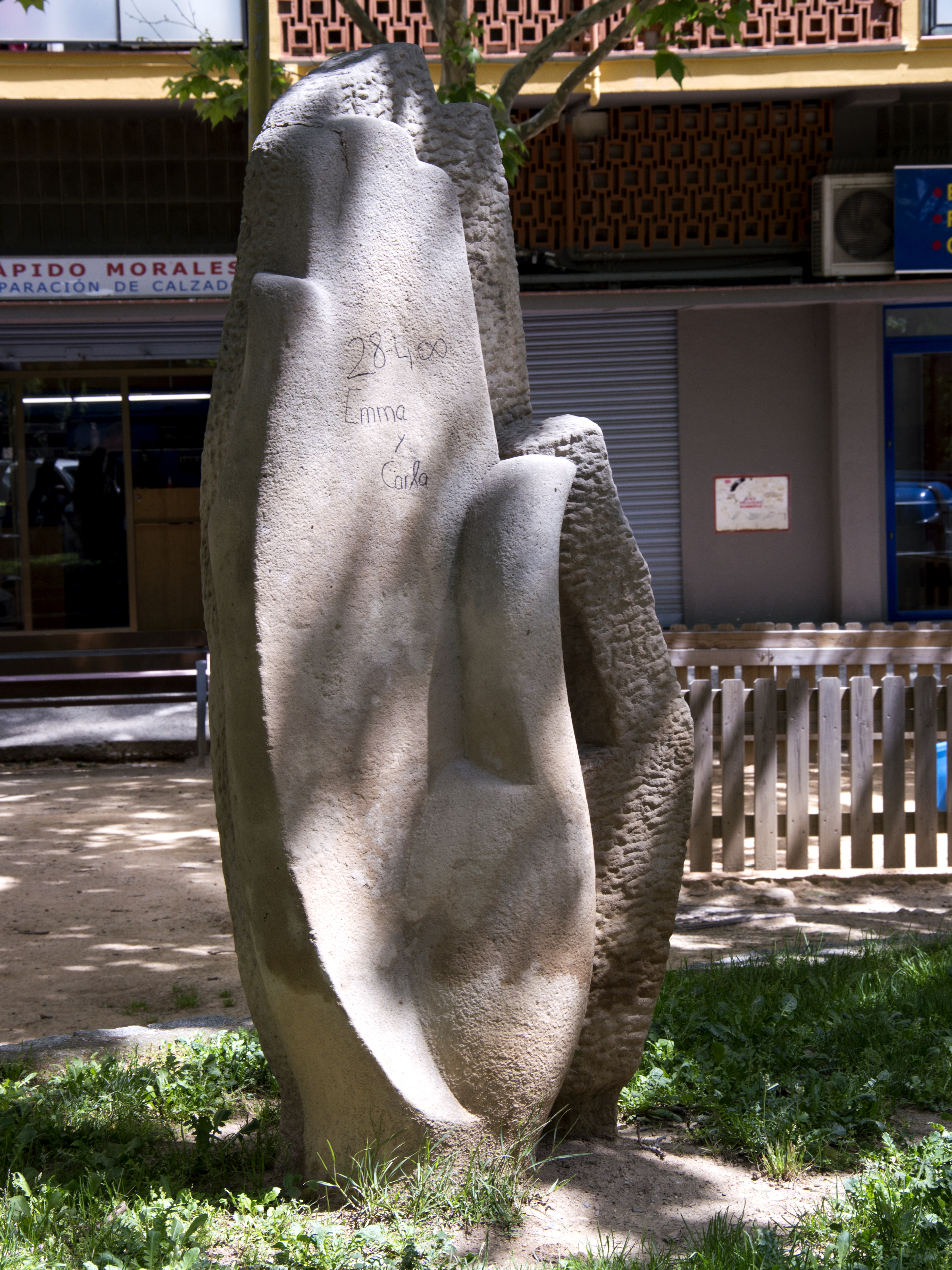
Matrimoni.
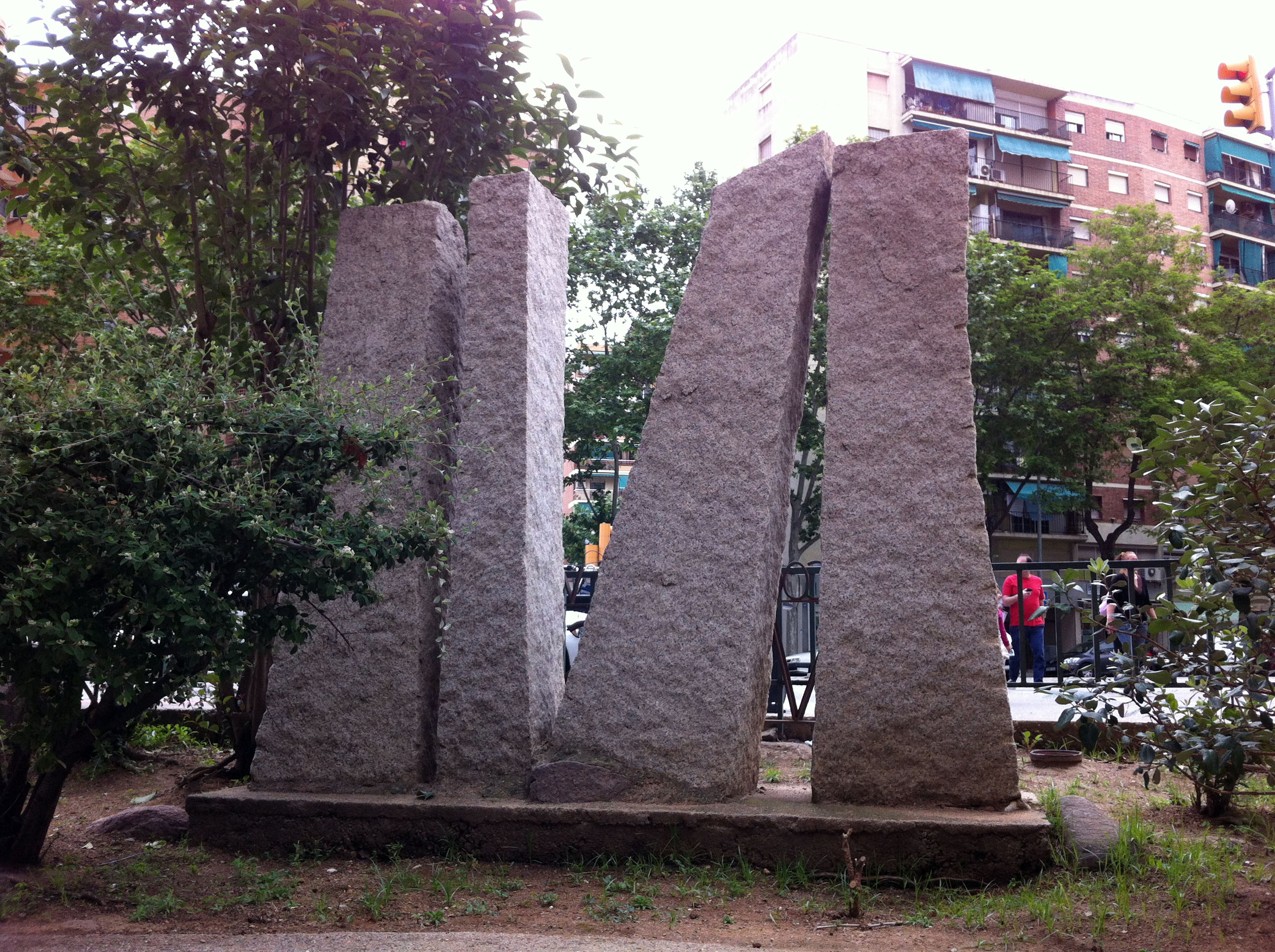
Quatre falques.
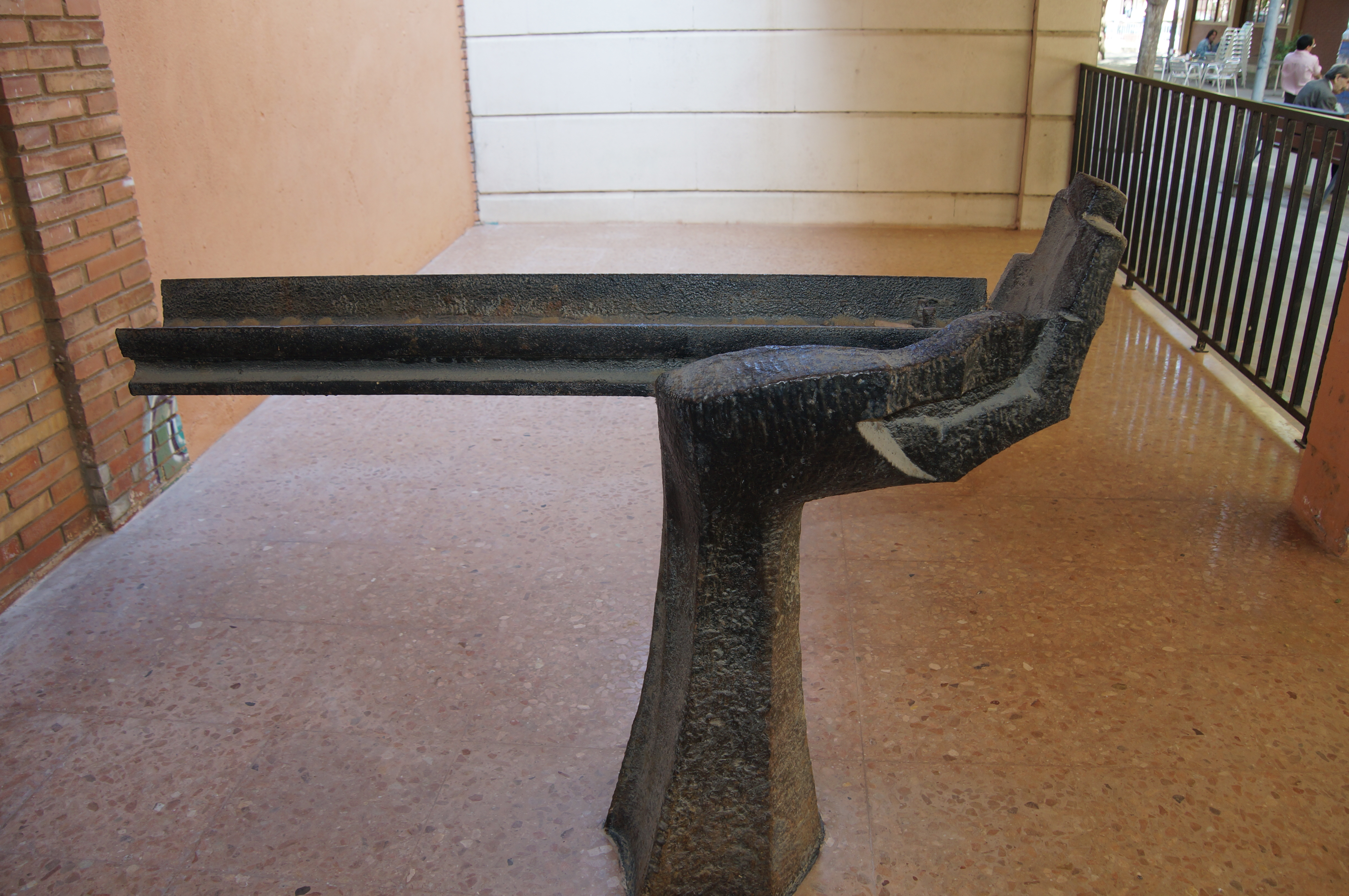
Cooperativa de Tranvies.
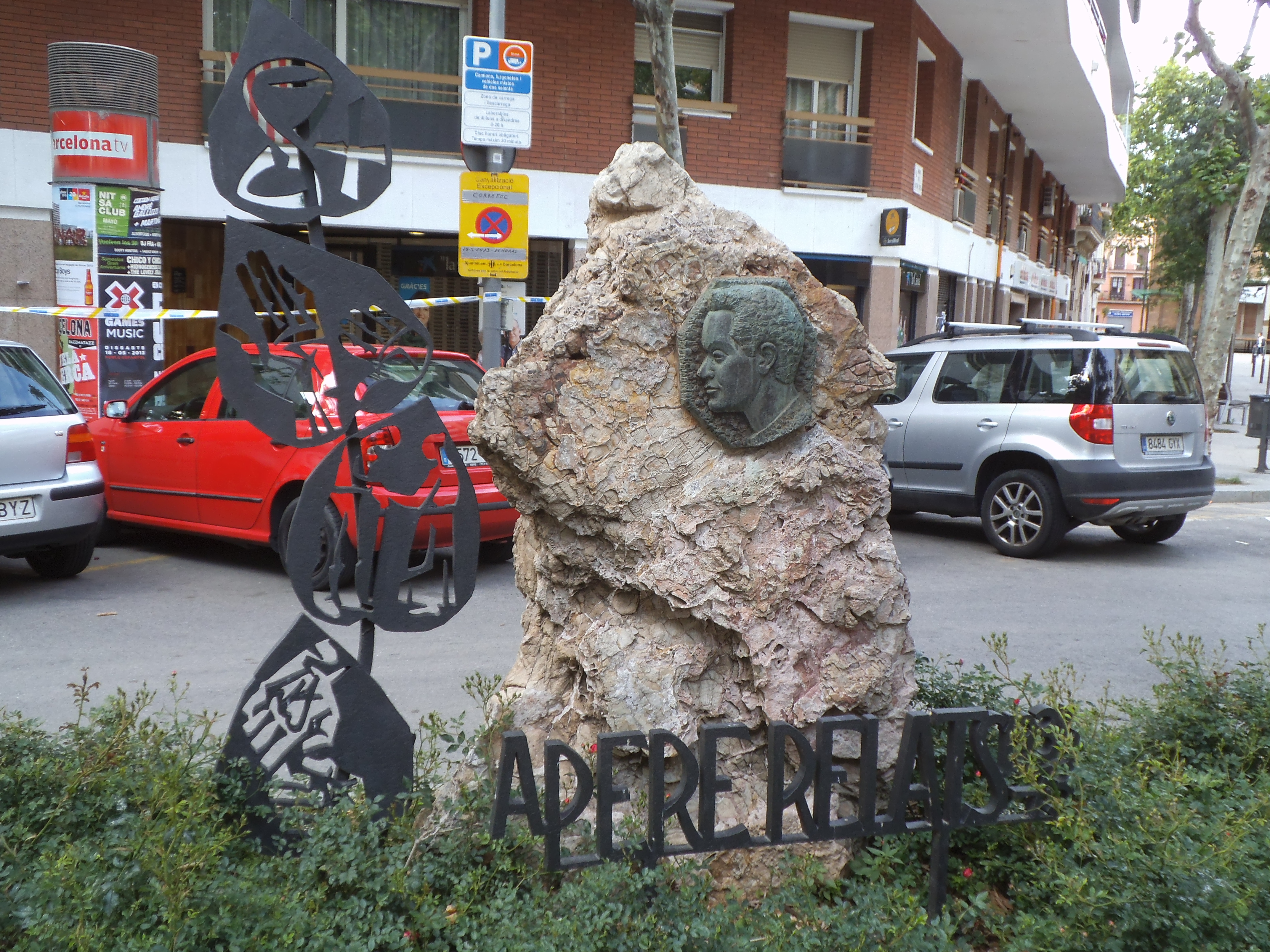
A mossèn Pere Relats.
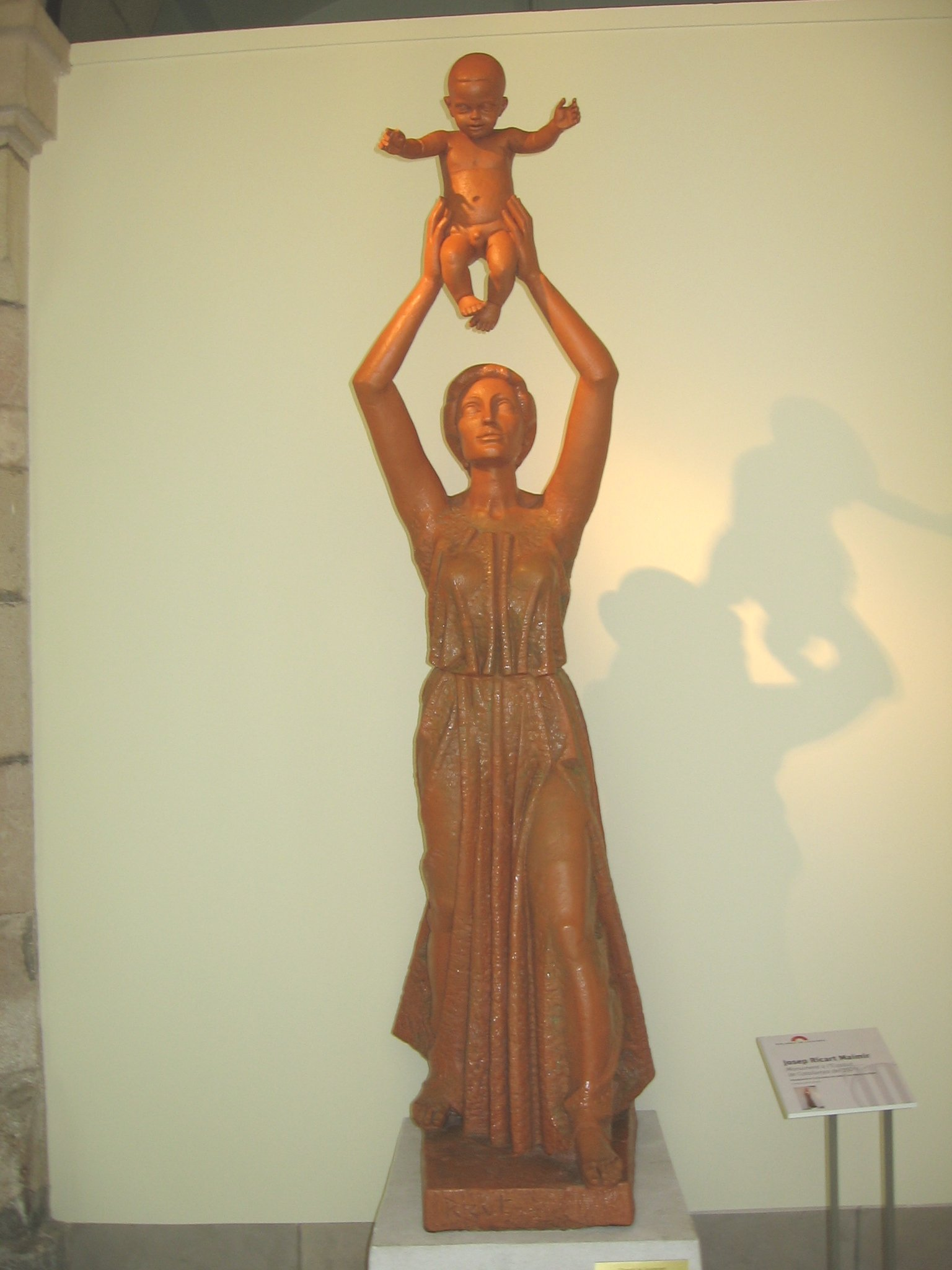
Monument a l'Estatut de Catalunya de 1979.